# Hanna Kozenko
Hanna Kozenko –en ucraniano, Ганна Козенко– (4 de enero de 1991) es una deportista ucraniana que compitió en halterofilia. Ganó una medalla de plata en el Campeonato Europeo de Halterofilia de 2013, en la categoría de +75 kg.

## Palmarés internacional
| Campeonato Europeo | Campeonato Europeo | Campeonato Europeo | Campeonato Europeo |
| Año                | Lugar              | Medalla            | Categoría          |
| ------------------ | ------------------ | ------------------ | ------------------ |
| 2013               | Tirana (Albania)   | Medalla de plata   | +75 kg             |